# Litonotaster tumidus
Litonotaster tumidus is een zeester uit de familie Goniasteridae.
De wetenschappelijke naam van de soort werd in 1920 gepubliceerd door Hubert Lyman Clark.